# Долгушев, Алексей Романович
Алексе́й Рома́нович Долгу́шев (1902, Пачелма — 1977, Пачелма) — руководящий сотрудник ГПУ/НКВД УкрССР, начальник УНКВД Киевской обл., капитан государственной безопасности. Входил в состав особой тройки НКВД СССР. Осуждён к 10 годам ИТЛ. Не реабилитирован.

## Биография
Алексей Романович Долгушев родился 13 февраля 1902 года в семье сцепщика вагонов на станции Пачелма Пензенской губернии. Там же окончил 2-классное железнодорожное училище. Далее с мая 1915 года по апрель 1924 года работал на станции Пачелма чернорабочим в мастерских, приёмщиком поездов службы эксплуатации, весовщиком.
- В 1924—1929 годах служит в РККА: младший командир роты связи 45 дивизии УВО; казначей—зав. делопроизводством роты связи 45 дивизии; секретарь политотдела 45 дивизии.
- Состоял в ВКП(б) с 1929 года.
- В 1930 году работает помощником уполномоченного Информационного отдела Особого отдела 14-го стрелкового корпуса Управления внутренней охраны.
- В 1930—1931 годах — уполномоченный Особого отдела 14-го стрелкового корпуса и Киевского оперативного сектора ГПУ.
- В 1931—1933 годах — уполномоченный Особого отдела Киевского оперативного сектора — облотдела ГПУ.
- В 1933—1934 годах — оперуполномоченный Особого отдела 45-го механизированного корпуса Управления внутренней охраны, оперуполномоченный Особого отдела Киевского облотдела ГПУ, оперуполномоченный Особого отдела 18-й авиабригады Украинского ВО.
- В 1934—1936 годах — временно исполняющий должность (врид) начальника Особого отдела 18-й авиабригады Украинского ВО.
- В 1936—1937 годах — помощник начальника 5-го отделения Особого отдела — 5 отдела УГБ УНКВД Днепропетровской области, помощник начальника 6-го отделения 5-го отдела УГБ НКВД УССР, врид начальника 5-го отделения 5-го отдела УГБ НКВД УССР.
- В 1937—1938 годах — начальник 5-го отделения 5-го отдела УГБ НКВД УССР, врид начальника, начальник 1-го отдела УГБ НКВД УССР.
- 1938 год — Депутат Верховного Совета УССР 1-го созыва.
- С 28 мая 1938 года по 15 января 1939 года — начальник УНКВД Киевской области. Этот период отмечен вхождением в состав особой тройки УНКВД, созданной по приказу НКВД СССР от 30.07.1937 № 00447[4] и активным участием в сталинских массовых репрессиях[5].

## Завершающий этап
16 января 1939 года снят с должности. Арестован 18 января 1939 года. Осуждён 13 августа 1940 года Военным трибуналом войск НКВД Киевского округа на 7 лет ИТЛ. Далее дело было направлено на доследование и тем же трибуналом 27 февраля 1941 года приговорён к 10 годам ИТЛ. Затем, вновь дело было направлено на доследование. Военным трибуналом войск НКВД Уральского округа 21.05.1942 года приговорён к ВМН. При утверждении приговора ВКВС СССР вернула 10 лет ИТЛ. Срок отбывал в ИвдельЛАГе НКВД. Умер 22 октября 1977 года. Не реабилитирован.

## Награды
- Орден Красной Звезды (19.12.37) — за образцовое и самоотверженное выполнение важнейших правительственных заданий (лишен Указом Президиума ВС СССР от 31.10.1942 г.).
- Медаль «XX лет РККА» (22.02.38).